# F4k3s
F4k3s è un singolo dei rapper argentini NahueMc e Duki, pubblicato il 3 agosto 2017.

## Tracce
1. F4k3s – 3:27